# Championnat de France des rallyes 2007
Navigation
Édition précédente Édition suivante

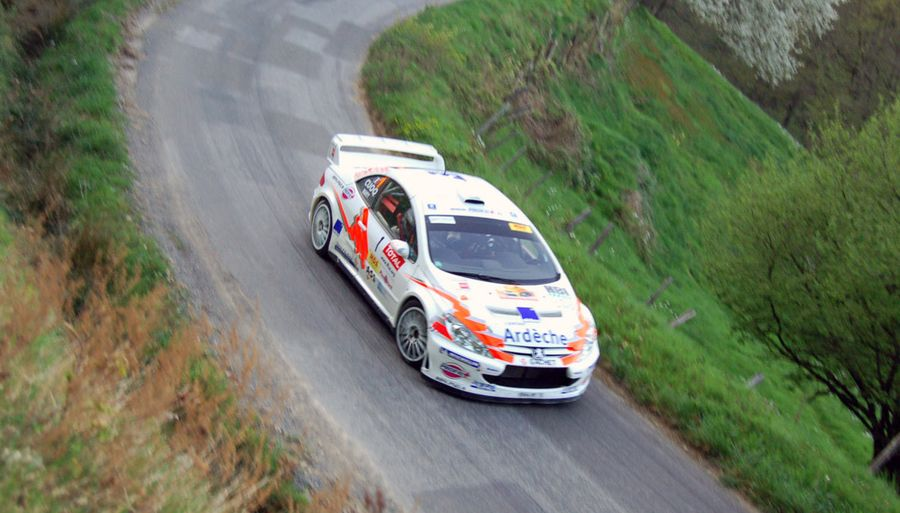
Jean-Marie Cuoq Ex-Champion au Lyon-Charbonnière

Le Championnat de France des rallyes 2007 est un championnat de rallye automobile organisé par la Fédération française du sport automobile (FFSA) en 2007, et comportant 8 courses.

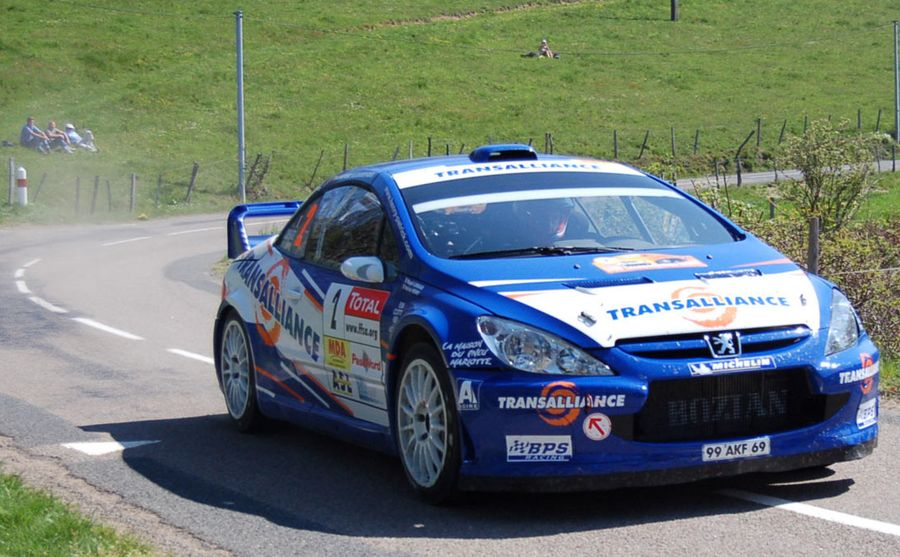
Patrick Henry New-Champion au Lyon-Charbonnière

Si en termes de points, c'est l'Ardéchois Jean-Marie Cuoq qui remporte ce championnat, il fut déclassé, ainsi que d'autres concurrents, pour reconnaissances illégales lors du Rallye du Var. C'est donc Patrick Henry qui remporte le titre sur le tapis vert.

## Réglementation 2007
Voici quelques points principaux de la réglementation 2007 :
- Barème des points : Ils sont attribués au scratch et à la classe selon le système suivant :

| Place   | 1er | 2e | 3e | 4e | 5e | 6e | 7e | 8e |
| ------- | --- | -- | -- | -- | -- | -- | -- | -- |
| Général | 10  | 8  | 6  | 5  | 4  | 3  | 2  | 1  |
| Classe  | 10  | 8  | 6  | 5  | 4  | 3  | 2  | 1  |

Sur huit manches, seuls les six meilleurs résultats sont retenus. Il faut être inscrit au championnat pour marquer des points. Les points marqués sont ceux correspondant à la place réelle (les pilotes non-inscrits ne sont pas comptabilisés). Si une classe a moins de cinq partants, les points attribués à celle-ci sont divisés par deux.
- Véhicules admis : autos conformes à la réglementation technique en cours des groupes A/FA (y compris les WRC, Super 1600, Kit-car et Super 2000), N/FN, F2000 et GT de série.

- Parcours : le kilométrage total chronométré doit être égale à 220 km à plus ou moins 10 %. Le nombre de passages dans une épreuve spéciale est limité à trois. Un rallye doit être composé d'au minimum 10 épreuves chronométrées.

- Reconnaissances : elles sont limités à trois passages par épreuve chronométrée.

## Rallyes de la saison 2007
| N° | Dates                     | Rallye                    | Vainqueur       | Copilote         | Voiture         |
| 1  | 19 avril-21 avril         | Rallye Lyon-Charbonnières | David Salanon   | Céline Combronde | Peugeot 307 WRC |
| 2  | 18 mai-20 mai             | Rallye Alsace-Vosges      | Jean-Marie Cuoq | David Marty      | Peugeot 307 WRC |
| 3  | 8 juin-10 juin            | Rallye du Limousin        | Patrick Henry   | Magali Lombard   | Peugeot 307 WRC |
| 4  | 6 juillet-8 juillet       | Rallye du Rouergue        | David Salanon   | Céline Combronde | Peugeot 307 WRC |
| 5  | 7 septembre-9 septembre   | Rallye du Mont-Blanc      | Jean-Marie Cuoq | David Marty      | Peugeot 307 WRC |
| 6  | 28 septembre-30 septembre | Rallye du Touquet         | Jean-Marie Cuoq | David Marty      | Peugeot 307 WRC |
| 7  | 2 novembre-4 novembre     | Critérium des Cévennes    | Patrick Henry   | Magali Lombard   | Peugeot 307 WRC |
| 8  | 23 novembre-25 novembre   | Rallye du Var             | Jean-Marie Cuoq | David Marty      | Peugeot 307 WRC |

## Classement du championnat
| Place | Pilote            | Voiture                   | 1   | 2   | 3   | 4   | 5   | 6   | 7   | 8   | Points |
| ----- | ----------------- | ------------------------- | --- | --- | --- | --- | --- | --- | --- | --- | ------ |
| DQ    | Jean-Marie Cuoq   | Peugeot 307 WRC           | ab  | 1er | 3e  | ab  | 1er | 1er | 2e  | 1er | 101    |
| 1er   | Patrick Henry     | Peugeot 307 WRC           | 2e  | 2e  | 1er | ab  | 2e  | 2e  | 1er | 2e  | 95     |
| 2e    | Eric Mauffrey     | Peugeot 306 Maxi          | 4e  | 4e  | 4e  | 2e  | 5e  | ab  | ab  | 4e  | 92     |
| 3e    | David Salanon     | Peugeot 307 WRC           | 1er | 3e  | 2e  | 1er | 3e  | 3e  | ab  | 3e  | 88     |
| 4e    | Patrick Rouillard | Toyota Celica GT4         | 3e  | 5e  | ab  | 3e  | 4e  | 7e  | ab  | ab  | 66     |
| 5e    | Olivier Marty     | Renault Clio S1600        | 25e |     | 5e  | ab  |     |     | 4e  |     | 59     |
| 5e    | Olivier Marty     | Abarth Grande Punto S2000 |     |     |     |     | ab  | 4e  |     | ab  | 59     |
| 6e    | Jean-Eric Petit   | Subaru Impreza Gr N       | 34e | 21e | 14e | 13e | ab  | 12e | 10e |     | 53     |
| 7e    | Cédric Robert     | Renault Clio R3           | 15e | 12e | 7e  | 9e  | 22e | 10e | 7e  | 6e  | 51     |
| 8e    | Gilles Nantet     | Porsche 996 GT3 Gr GT     | ab  | 9e  | 6e  | 8e  | 7e  |     | 5e  |     | 50     |
| 9e    | Thomas Barral     | Renault Clio R3           | 16e | 15e | 8e  | 21e | 24e | 11e | 8e  | 11e | 30     |
| 10e   | Marc Amourette    | Citroën C2 S1600          |     |     | 11e | 7e  |     | 8e  |     |     | 29     |

### Autres championnats/coupes sur asphalte
- Trophée Michelin : 
  - 1er  Eric Mauffrey sur Peugeot 306 Maxi avec 56pts
  - 2e  Patrick Rouillard sur Toyota Celica GT4 avec 44pts
  - 3e  Olivier Marty sur Renault Clio S1600 avec 32pts

- Championnat de France des Rallyes-Copilotes :
  - 1er David Marty avec 101pts
  - 2e  Magali Lombard avec 95pts
  - 3e  Céline Combronde avec 88pts

- Suzuki Rallye Cup : 
  - 1er  Pierre Marché avec 395pts
  - 2e  Boris Carminati avec 360pts
  - 3e  Jérome Schmitt avec 315pts

- Coupe Peugeot 206 : 
  - 1er  Sébastien Ogier avec 191pts
  - 2e  Denis Millet avec 161pts
  - 3e  Franck Véricel avec 148pts